# Declaración de Ginebra sobre los Derechos del Niño
La Declaración sobre los Derechos del Niño es el primer texto histórico que reconoce la existencia de derechos específicos para los niños, además de la responsabilidad de las personas adultas sobre su bienestar. Sin embargo, este texto no tenía fuerza vinculante para los Estados.
Fue adoptada por la Sociedad de Naciones, predecesora de la Organización de Naciones Unidas, en 1924. En 1959, Naciones Unidas aprobó la Declaración de los Derechos del Niño y más tarde llegaría la Convención sobre los Derechos del Niño, que data de 1989.

## Historia de la declaración
La iniciativa partió de Eglantyne Jebb, conocida también como fundadora de la organización Save the Children. Jebb, tras la I Guerra Mundial, advirtió la necesidad de proteger especialmente a niñas y niños. Fundada con su hermana, Dorothy Buxton, esta organización tenía la misión de ayudar a niñas y niños afectados por la guerra.
El 23 de febrero de 1923, la Alianza Internacional Save the Children, durante su IV Congreso General, emitió la primera Declaración de los Derechos del Niño, que luego fue ratificada por el V Congreso General el 28 de  febrero de 1924. Eglantyne Jebb envió este texto a la Sociedad de  Naciones indicando que estaba "convencida de que se deben exigir ciertos  derechos para la infancia y trabajar en pro de un reconocimiento general de estos derechos".
Posiblemente, el aporte conceptual de Eglantyne Jebb fue que, por primera vez, la noción de derecho hace que se supere la idea de beneficencia. Aunque el paso ideológico de la beneficencia expresado en los Sistemas Tutelares de Menores, tomó muchas décadas en ser superado, la idea de colocar los derechos de la niñez en el contenido de la Protección de la Infancia, constituye un paso trascendetal en la redefinición de lo que se comprende por niñez a nivel global. Sin embargo, la Declaración de Ginebra, tan solo contiene derechos sociales, pero no derechos civiles..

## Contenido
La declaración contiene 5 únicos artículos:
1. El niño debe ser puesto en condiciones de desarrollarse normalmente desde el punto de vista material y espiritual.
2. El niño hambriento debe ser alimentado; el niño enfermo debe ser atendido; el niño deficiente debe ser ayudado; el niño desadaptado debe ser reeducado; el huérfano y abandonado deben ser recogidos y ayudados.
3. El niño debe ser el primero en recibir socorro en caso de calamidad.
4. El niño debe ser puesto en condiciones de ganarse la vida y debe ser protegido de cualquier explotación.
5. El niño debe ser educado inculcándole el sentimiento del  deber que tiene de poner sus mejores cualidades al servicio del prójimo.[4]